# Siergiej Wonsowski
Siergiej Wasiljewicz Wonsowski (ros. Сергей Васильевич Вонсовский, ur. 2 września 1910 w Taszkencie, zm. 11 sierpnia 1998 w Jekaterynburgu) – rosyjski fizyk.

## Życiorys
Był synem nauczyciela gimnazjum. W 1927 skończył szkołę średnią im. Pestalozziego w Taszkencie, w latach 1927–1930 studiował na Wydziale Fizyczno-Matematycznym Środkowoazjatyckiego Uniwersytetu Państwowego, a w latach 1930–1932 na Wydziale Fizyczno-Matematycznym Leningradzkiego Uniwersytetu Państwowego i został fizykiem teoretycznym. Został skierowany do nowo założonego Uralskiego Instytutu Fizyczno-Technicznego (w 1945 przemianowanego na Instytut Fizyki Metali) w Swierdłowsku (Jekaterynburgu) jako pracownik naukowy, w 1939 został kierownikiem Wydziału Fizyki Teoretycznej Instytutu Metaloznawstwa, Fizyki Metali i Metalurgii Uralskiej Filii Akademii Nauk ZSRR w Swierdłowsku. Podczas wojny z Niemcami został skierowany do fabryki artylerii nr 93 w Niżnym Tagile do wykonywania zadań specjalnych Głównego Zarządu Artylerii Armii Czerwonej, od 1947 pracował w Instytucie Fizyki Metali Akademii Nauk ZSRR jako kierownik wydziału, w latach 1950–1953 zastępca dyrektora, 1953–1958 kierownik laboratorium, następnie znowu zastępca dyrektora, a od 1993 główny pracownik naukowy Instytutu. W 1943 otrzymał tytuł doktora nauk fizyczno-matematycznych, a w 1944 profesora. W 1966 został akademikiem Akademii Nauk ZSRR. Napisał ponad 170 prac naukowych i 8 monografii z zakresu kwantowej teorii ciała stałego, teorii nadprzewodnictwa i teorii ferromagnetyzmu. Był bezpartyjny, jednak w latach 1963–1989 sprawował mandat deputowanego do Rady Najwyższej RFSRR. W 1977 został członkiem zagranicznym PAN, był również członkiem korespondentem Niemieckiej Akademii Nauk (NRD, 1971) i Amerykańskiego Towarzystwa Fizycznego (od 1988).

## Odznaczenia i nagrody
- Medal Sierp i Młot Bohatera Pracy Socjalistycznej (13 marca 1969)
- Order Lenina (trzykrotnie – 13 marca 1969, 17 września 1975 i 1 września 1980)
- Order Czerwonego Sztandaru Pracy (dwukrotnie – 1 września 1960 i 30 sierpnia 1985)
- Order Czerwonej Gwiazdy (10 czerwca 1945)
- Nagroda Państwowa ZSRR (dwukrotnie – 1975 i 1982)
- Medal „Za pracowniczą dzielność” (19 września 1953)
- Medal „Za ofiarną pracę w Wielkiej Wojnie Ojczyźnianej 1941–1945” (1945)
- Złoty Medal im. Wawiłowa Akademii Nauk ZSRR (1982)

I inne.